# Corydoras boehlkei
Corydoras boehlkei är en fiskart som beskrevs av Han Nijssen och Isaac J.H. Isbrücker 1982. Corydoras boehlkei ingår i släktet Corydoras och familjen Callichthyidae. Inga underarter finns listade i Catalogue of Life.